# Critica musica

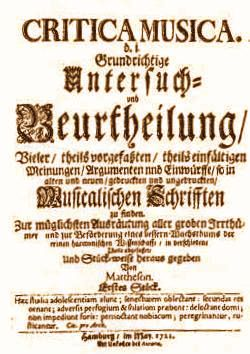
Johann Mattheson: Critica musica (1722-1725)

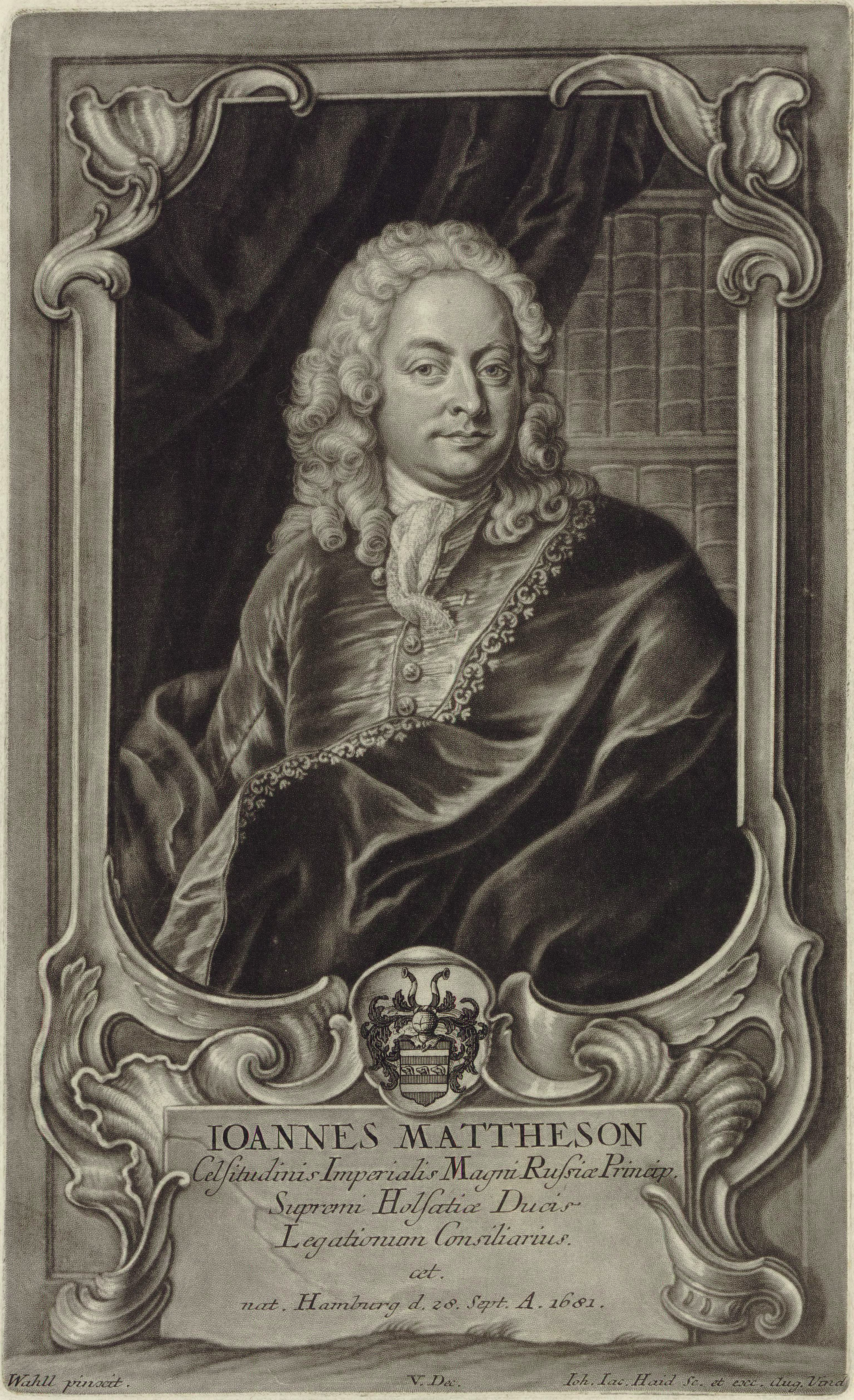
Johann Mattheson na obrazie J.S. Wahla

Critica musica – pierwszy niemiecki regularnie wydawany periodyk muzyczny, zawierający teorię muzyczną i informacje o wydarzeniach z życia muzycznego Hamburga (gdzie pismo było wydawane) i Niemiec Północnych. Jego twórca i wydawca kompozytor i krytyk muzyczny Johann Mattheson (1681–1764) bronił na jego łamach muzyki niemieckiej przed zbytnim naśladownictwem stylu włoskiego.